# Glucuroniltransferasa
La uridinadifosfato glucuroniltransferasa (UGT EC 2.4.1.17) es una enzima hepática que pertenece al grupo de las glicosiltransferasas y cataliza la transformación de bilirrubina no conjugada o indirecta en bilirrubina conjugada o directa, mediante la adición de ácido glucurónico. La bilirrubina conjugada es soluble en agua y puede ser eliminada fácilmente a través de la bilis. 
Existen varias enfermedades congénitas en las que existe una deficiencia de esta enzima, puede ser leve como en el síndrome de Gilbert, o severa en el síndrome de Crigler-Najjar tipo I.
Además de la uridinadifosfato glucuroniltransferasa, existen diferentes glucuroniltranferasas que actúan sobre otros substratos, incluyendo alcoholes, aminas y ácidos grasos. Funcionan como enzimas metabolizadoras de medicamentos, catalizando su conjugación con ácido glucurónico y facilitando su eliminación.

## Genes
Los genes humanos que codifican enzimas de la familia de las glucoroniltranferasa son los siguientes:
- B3GAT1, B3GAT2, B3GAT3
- UGT1A1, UGT1A3, UGT1A4, UGT1A5, UGT1A6, UGT1A7, UGT1A8, UGT1A9, UGT1A10
- UGT2A1, UGT2A2, UGT2A3, UGT2B4, UGT2B7, UGT2B10, UGT2B11, UGT2B15, UGT2B17, UGT2B28